# Galecyon
Galecyon es un género extinto próximo a la familia Hyaenodontidae, endémico de América del Norte que vivió durante el Eoceno  hace entre 55,8 y 50,3 millones de años aproximadamente. Se han encontrado fósiles en las cuencas de Clark Fork y Powder River de Wyoming.

## Descripción
Galecyon tenía colmillos robustos y mandíbulas cortas y profundas. Antes de 2015, poco se sabía acerca de su esqueleto post-craneal. Sin embargo, después del descubrimiento de fósiles más completos, ahora se sabe que era un animal sobre todo terrestre que pesaba entre 5,2 y 7,9 kg, aunque faltan las adaptaciones para la escalada encontradas en algunos de sus parientes cercanos.